# Рукая Махамане
Рукая Махамане (13 січня 1997) — нігерська плавчиня.
Учасниця Олімпійських Ігор 2016 року.